# Jimmy Smith
James Oscar Smith, soprannominato The Incredible Jimmy Smith, detto Jimmy (Norristown, 8 dicembre 1925 – Scottsdale, 8 febbraio 2005), è stato un organista statunitense le cui esibizioni con l'organo elettromeccanico Hammond B3 resero popolare questo strumento.

## Biografia
Smith fu influenzato in egual misura sia dal gospel che dal blues. La sua prima apparizione di rilievo fu negli anni cinquanta, quando le sue canzoni divennero popolari nei jukebox. Negli anni sessanta e settanta fu di seminale importanza nella nascita dello stile jazzistico chiamato funk o soul jazz.

## Registrazioni
Jimmy Smith fu un artista molto prolifico sotto il punto di vista delle registrazioni, iniziando con la Blue Note Records nel 1956, sebbene fosse diventato musicista professionista già nel 1947. I suoi primi dischi con la Blue Note includono Home Cookin', The Sermon!, Midnight Special, Prayer Meetin' e Back At The Chicken Shack. Nel 1963 firmò un contratto con la Verve Records. I dischi di Smith con la Verve includono: The Cat, The Boss, Root Down, Peter & The Wolf, Any Number Can Win, Who's Afraid of Virginia Woolf?, The Incredible..., Bashin, Got My Mojo Workin, Christmas Cookin e Organ Grinder Swing. Mentre era sotto contratto con la Verve iniziò alcune collaborazioni con il chitarrista Wes Montgomery, col quale registrò due dischi: The Dynamic Duo with Wes Montgomery e Further Adventures Of Jimmy and Wes.
Jimmy Smith registrò con un'orchestra e lavorò con arrangiatori e direttori di orchestra come Lalo Schifrin, Claus Ogerman e Oliver Nelson. Lavorò anche in piccoli gruppi come trio d'organo con membri come Kenny Burrell, Donald "Duck" Bailey, Grady Tate, Lee Morgan, Lou Donaldson, Tina Brooks, Jackie McLean e Stanley Turrentine. Smith ebbe una ripresa della carriera negli anni ottanta e novanta, registrando ancora sia per Blue Note e Verve, che per l'etichetta Milestone Records. Smith registrò con altri artisti inclusi: Love And Peace: A Tribute To Horace Silver con Dee Dee Bridgewater (1995) and Blue Bash! con Kenny Burrell (1963).

## Influenze
Smith ha influenzato tantissimi altri organisti jazz. Negli anni sessanta si ispira al suo stile musicale Brian Auger, che realizza anche una cover di The Cat, rimasta famosa in Italia come sigla di un programma radiofonico dal titolo Per voi giovani. Nel recente, troviamo influenze di Jimmy Smith in gruppi come i Beastie Boys, (i quali hanno registrato le linee di basso dal disco "Root Down (and Get It)"—salutando Smith nei testi—per la loro hit "Root Down"), Medeski Martin and Wood, e The Hayden-Eckert Ensemble. Anche il movimento dell'Acid jazz riflette lo stile  organistico di Jimmy Smith. Nel 1999 e 2000, Smith ha registrato due dischi-The Champ and Incredible!- con il suo "figlioccio", Joey DeFrancesco, un organista di 28 anni. Smith e DeFrancesco hanno entrambi suonato nel disco Legacy, registrato nel 2004 e pubblicato nel 2005 subito dopo la morte di Smith l'8 febbraio, a Scottsdale (Arizona).

## Stile musicale
Mentre l'organo elettromeccanico venne usato nel jazz da Fats Waller e Count Basie, il virtuosismo di Jimmy Smith nell'improvvisazione sull'Hammond aiutò a rendere popolare l'organo elettrofonico come uno strumento jazz e blues. Nelle ballad suonava le linee di basso con la pedaliera mentre per i tempi più veloci suonava la linea di walking bass nel manuale inferiore ed usava i pedali per enfatizzare l'attacco di alcune note (tapping), sicché ciò emulava l'attacco ed il suono di un contrabbasso. Quest'ultima tecnica è il vero marchio di fabbrica di Jimmy Smith, che ne fu ideatore e pioniere assoluto.
I suoi assoli erano caratterizzati da accordi percussivi mischiati a scale bebop molto veloci con la mano destra. Jimmy Smith usava un numero relativamente limitato di combinazioni di drawbar, tra cui le più famose erano "888000000" per l'upper e "848000000" per il lower manual con anche "888888888" per i finali.

## Discografia

### Come leader
- 1956 - A New Sound...A New Star...Jimmy Smith at the Organ, Vol. 1
- 1956 - A New Sound A New Star: Jimmy Smith at the Organ
- 1956 - The Incredible Jimmy Smith at the Organ, Vol. 3
- 1957 - The Incredible Jimmy Smith at Club "Baby Grand", Wilmington, Delaware
- 1957 - The Incredible Jimmy Smith at Club "Baby Grand", Wilmington, Delaware
- 1957 - A Date with Jimmy Smith, Volume One
- 1957 - Plays Pretty Just for You
- 1957 - A Date with Jimmy Smith, Volume Two
- 1958 - Jimmy Smith at the Organ, Volume 1
- 1958 - Groovin' at Smalls' Paradise, Volume 1
- 1958 - Jimmy Smith at the Organ, Volume 2
- 1958 - Groovin' at Smalls' Paradise, Volume 2
- 1959 - House Party
- 1959 - The Sounds of Jimmy Smith
- 1959 - The Sermon!
- 1960 - Crazy! Baby
- 1961 - Home Cookin'
- 1961 - Midnight Special
- 1962 - Bashin': The Unpredictable Jimmy Smith
- 1962 - Jimmy Smith Plays Fats Waller
- 1963 - Back at the Chicken Shack
- 1963 - Hobo Flats
- 1963 - Rockin' the Boat
- 1963 - Any Number Can Win
- 1963 - Blue Bash!
- 1964 - Who's Afraid of Virginia Woolf?
- 1964 - Prayer Meetin'
- 1964 - The Cat
- 1964 - Christmas '64
- 1965 - Monster
- 1965 - Organ Grinder Swing
- 1965 - The Amazing Jimmy Smith Trio: Live at the Village Gate
- 1965 - Softly as a Summer Breeze
- 1966 - Got My Mojo Workin'
- 1966 - Hoochie Cooche Man
- 1966 - Bucket!
- 1966 - Peter & the Wolf
- 1966 - Christmas Cookin'
- 1967 - Jimmy and Wes, The Dynamic Duo (con Wes Montgomery
- 1967 - I'm Movin' On
- 1967 - Jimmy Smith Plays the Standards
- 1967 - Respect
- 1967 - The Best of Jimmy Smith
- 1968 - Open House
- 1968 - Jimmy Smith's Greatest Hits
- 1968 - Stay Loose
- 1968 - Livin' It Up!
- 1969 - The Exciting Jimmy Smith with the Don Gardner Trio
- 1969 - Plain Talk
- 1969 - The Further Adventures of Jimmy Smith and Wes Montgomery
- 1969 - The Boss
- 1970 - Groove Drops
- 1970 - Jimmy Smith (Golden Archive Series)
- 1970 - The Other Side of Jimmy Smith
- 1971 - I'm Gon' Git Myself Together
- 1971 - Just Friends
- 1971 - In a Plain Brown Wrapper
- 1972 - Root Down
- 1972 - Bluesmith
- 1973 - History of Jimmy Smith
- 1973 - Portuguese Soul
- 1974 - Paid in Full
- 1974 - Black Smith
- 1975 - '75
- 1977 - Sit on It!
- 1977 - It's Necessary: Live from Jimmy Smith's Supper Club
- 1978 - Unfinished Business
- 1979 - Jimmy Smith Plays for the People Featuring Holly Maxwell
- 1979 - Confirmation
- 1980 - Cool Blues
- 1981 - Second Coming
- 1981 - The Cat Strikes Again
- 1982 - Off the Top
- 1983 - Keep on Comin'
- 1984 - Special Guests
- 1985 - Jimmy Smith Trio + LD
- 1986 - Go for Whatcha Know
- 1989 - Prime Time
- 1991 - Fourmost (Recorded Live at Fat Tuesday's NYC)
- 1993 - Sum Serious Blues
- 1994 - The Master
- 1991 - The Master II
- 1995 - Damn!
- 1996 - All the Way Live
- 1996 - Angel Eyes: Ballads & Slow Jams
- 1996 - Cherokee
- 1999 - Jimmy Smith and the Trio: Salle Pleyel 28 Mai 1965, Part 1
- 1999 - Jimmy Smith and the Trio: Salle Pleyel 28 Mai 1965, Part 2
- 1999 - Jimmy Smith and the Trio: Salle Pleyel 20 Novembre 1968
- 1999 - Six Views of the Blues
- 2001 - Dot Com Blues
- 2001 - Fourmost Return
- 2002 - Daybreak
- 2005 - Legacy
- 2007 - Straight Life